# Temelucha schoenobia
Temelucha schoenobia är en stekelart som först beskrevs av Thomson 1890.  Temelucha schoenobia ingår i släktet Temelucha och familjen brokparasitsteklar. Arten är reproducerande i Sverige. Utöver nominatformen finns också underarten T. s. caucasica.